# Himorogi

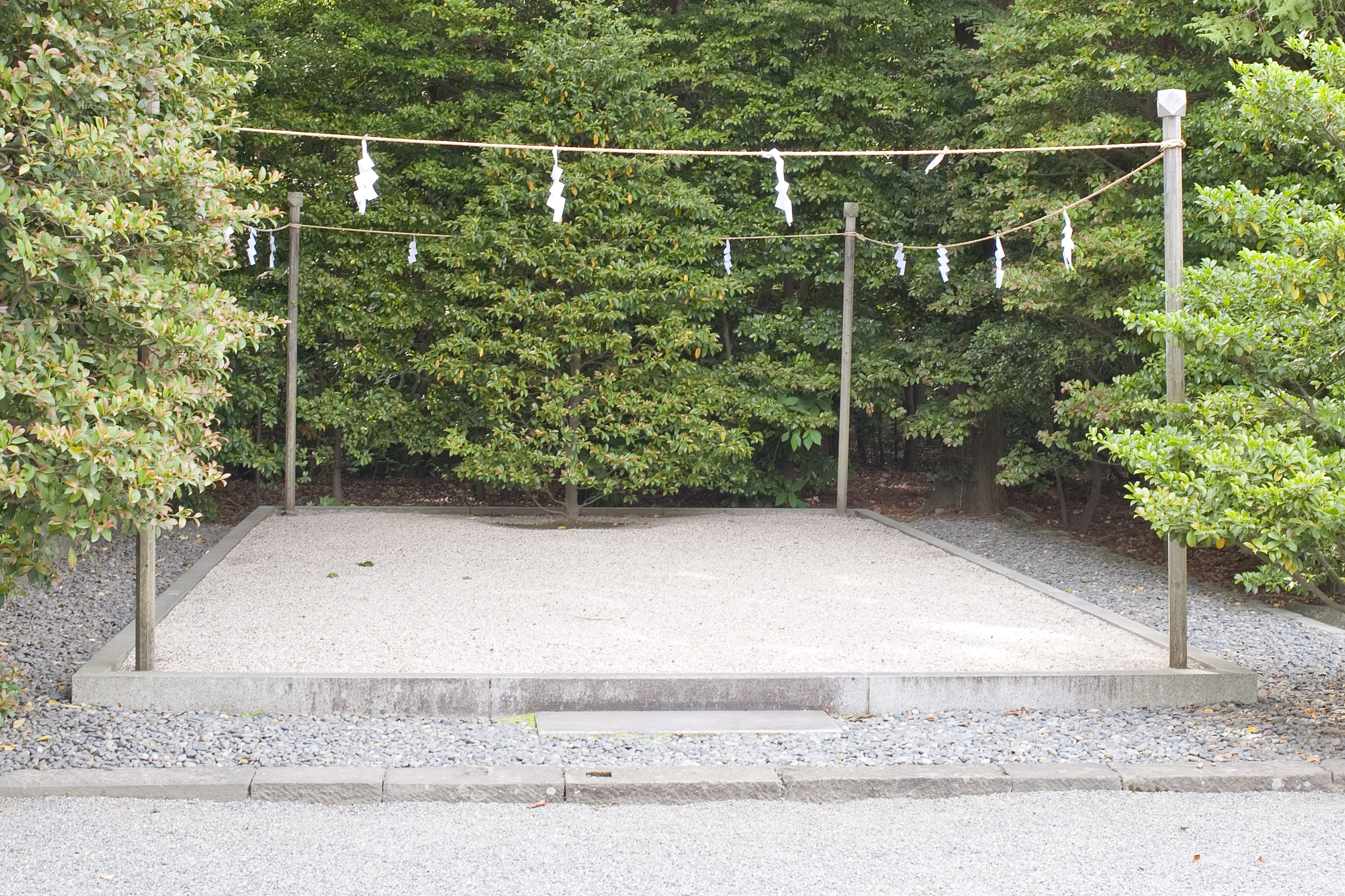
Un himorogi al Santuario Tsurugaoka Hachiman

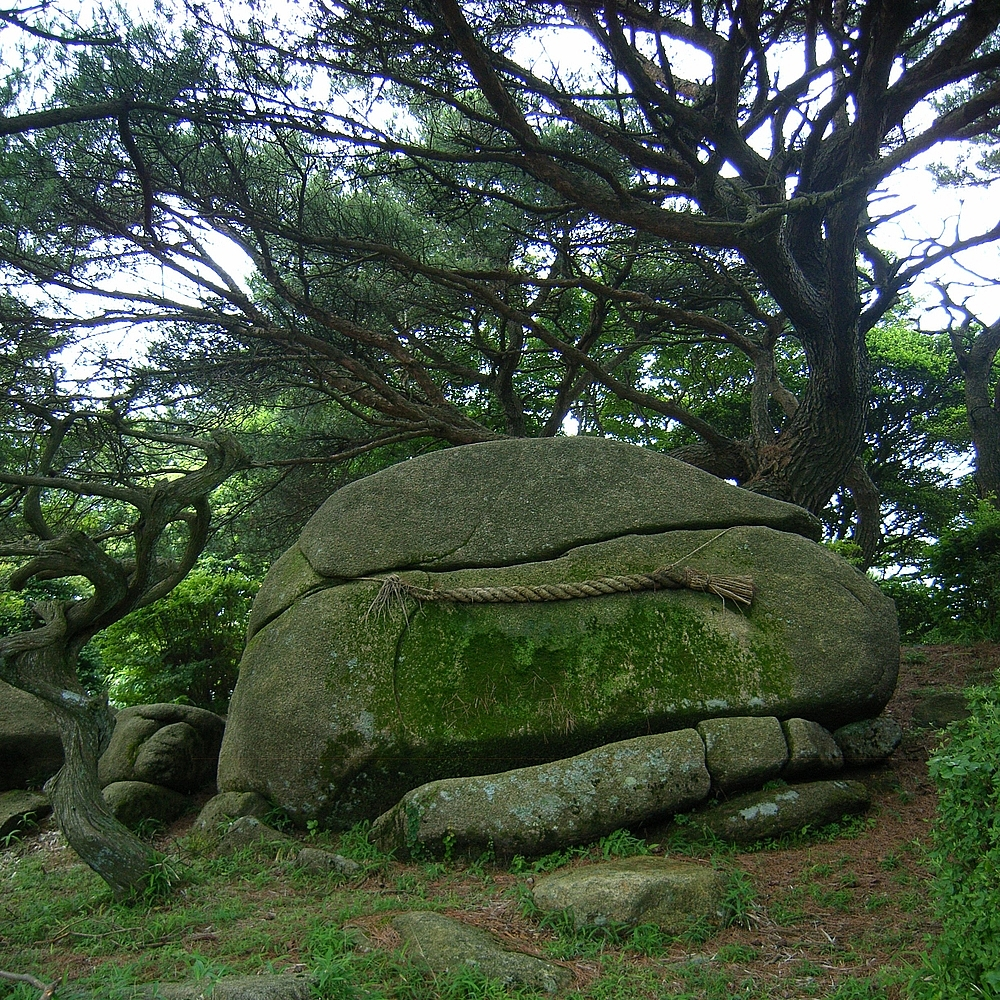
Himorogi di Amenohohi-no-mikoto presso la Rokkosan Country House.

Gli Himorogi (神籬?) (lett. "recinto divino") nella terminologia shintoista sono spazi sacri o altari utilizzati per il culto. Nella loro forma più semplice, sono aree squadrate con bambù verde o sakaki agli angoli senza strutture architettoniche; le piante a loro volta supportano delle corde sacre (shimenawa) decorate con strisce chiamate shide. Un ramo di sakaki o di qualche altra pianta sempreverde al centro funge da yorishiro, una rappresentazione fisica della presenza del kami, un essere che di per sé è incorporeo.

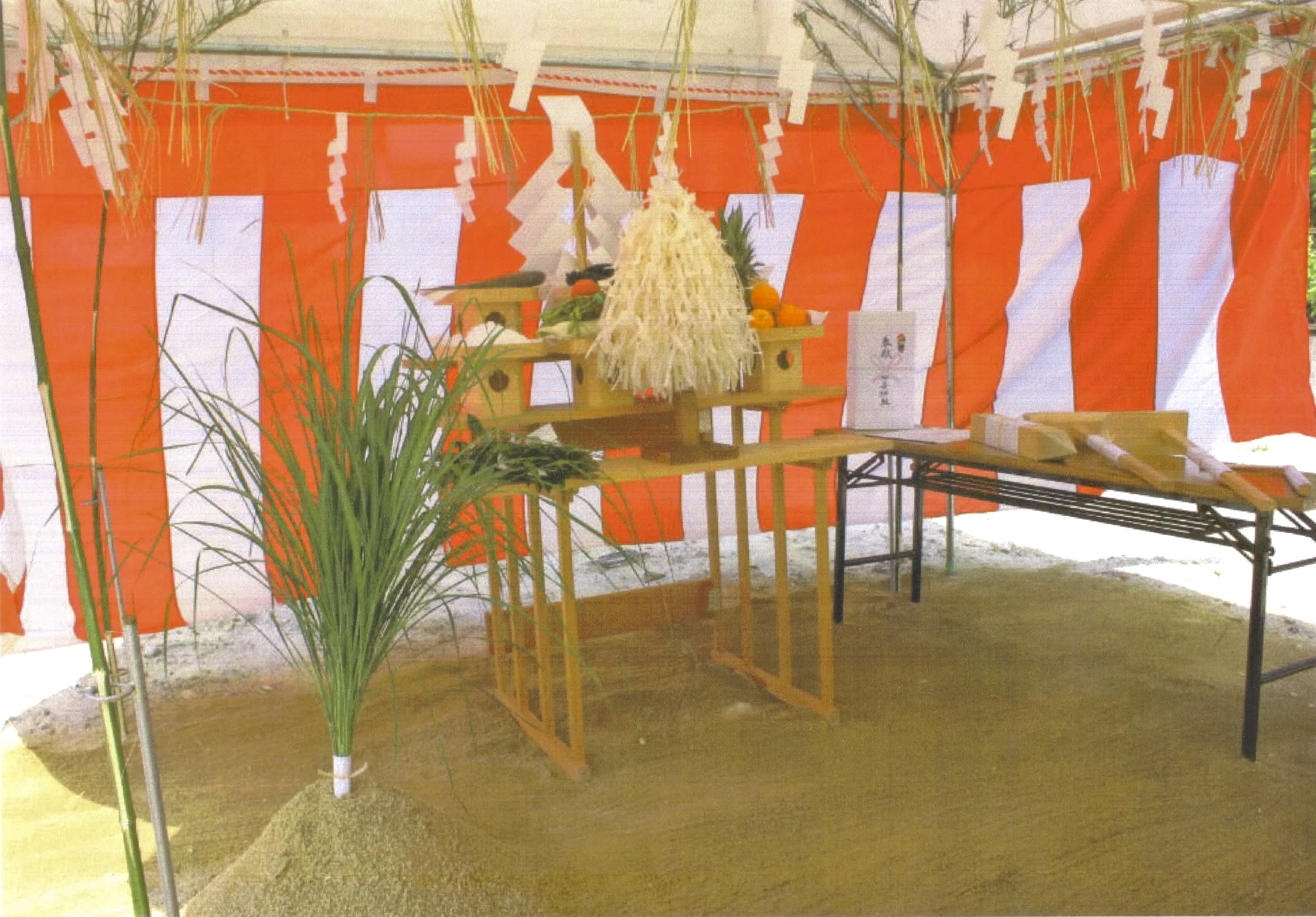
Un himorogi costruito per un jichinsai.

Durante l'Aoi Festival di Kyoto, l'himorogi è uno spazio quadrato circondato da rami verdi con un albero sempreverde al centro come uno yorishiro. Un himorogi più elaborato può anche essere realizzato con una stuoia di paglia sul terreno con su di esso uno stand cerimoniale a 8 gambe chiamato hassoku-an (八足案?) decorato con shimenawa ed emblemi sacri.
L'etimologia della parola non è chiara, ma appare già nel Nihon Shoki e nel Man'yōshū. Il termine "himorogi" si riferisce parimenti al punto focale dell'albero e allo spazio sacro, entrambi considerati purificati o "incontaminati".
Gli himorogi in Giappone sono più comunemente osservabili nei cantieri, dove dopo l'uso rimangono per un po' prima dell'inizio dei lavori veri e propri. Sono costruiti da un sacerdote shintoista, che viene a benedire il sito durante una cerimonia chiamata jichinsai (地鎮祭?).